# お座敷小唄
お座敷小唄（おざしきこうた）は、1964年に和田弘とマヒナスターズと松尾和子が発売したシングル。
本項では1965年に発売されたシングル「続お座敷小唄」についても記載する。

## 概要
1964年2月か、3月末、和田弘とマヒナスターズが広島に巡業したとき、御大の和田弘が、広島市の歓楽街・流川の「花」というスタンド（スナック）で、ホステスと地元のお客が一緒に歌っていたこの曲を無断で採取。宿で寝ていた松平直樹を電話で呼び寄せて検討させたと書かれた文献もあるが、和田は「東京に持ち帰り、私と松平君と（編曲の）寺岡真三さんとで明るいドドンパ調にアレンジした」と話している。広島の店の女たちは「赤線の歌だ」と言っていたといい、歌詞はもう少し際どかったという。和田らはドドンパのリズムに乗せてモダン化し、松尾和子を加えてレコーディング。「作詞不詳、作曲 陸奥明、編曲 寺岡真三」「和田弘採譜 寺岡真三編曲」クレジットで、日本ビクター（現：ビクターエンタテインメント）より発売されると東京オリンピックをはさんで大ヒット、レコード売り上げは1964年中に150万枚を越え、ロングヒットとなり1965年までで、累計250万枚を記録し、当時のレコード売上げの新記録を作った。発売元の日本ビクターは「レコード業界空前の大ヒット」と豪語した。当時発売されたシングルレコード（日本ビクター SV-77）のジャケットでは、歌手名が「和田弘とマヒナ・スターズ、松平直樹、松尾和子」と記載されている。

## 製作
第一番の歌詞は、
- 富士の高嶺に降る雪も京都先斗町に降る雪も雪に変わりはないじゃなし 溶けて流れりゃみな同じ

であるが、和田が広島で最初に聞いた歌詞は「雪に変わりが有るじゃなし」だった。しかしメロディに乗せやすいという理由で「ないじゃなし」に改訂した。ファンの間から「意味不明」「誤用だ（「ないじゃなし」では「ある」という意味になる）」などと投書が殺到したが、元歌をドドンパ調に編曲したことと並んで、歌詞の論理よりムードに徹しようとした彼らの意図が、重要なカギとなった。
正しいとする推論には以下のようなものがある。
- 「ないんじゃない?」という話し言葉を七五調の言い方にしたためであり、最後を「い」のままでは音が弱いため[7]
- 最後の「なし」は「ない」に順接の接続助詞の「し」をつけた「ないし」を古語風にした不十分終止形であるとし、「ない、だから」の意味[8]。

## 論調
日本ビクターの幹部は「当世風にドドンパに編曲したのが成功の因。三味線でやってたらウケなかったと思う。ムード歌謡仕立てでパチンコ店よし、バーよし、キャバレーよし、クラブのハモンドオルガンにだって立派に乗る。メロディになんともいえない親しみがある。もう一つは歌詞。バカな話だけど"妻と言う字にゃ勝てやせぬ"とか"唄の文句じゃないけれどお金も着物もいらないわ"といった風に七五調で歌いやすい。即席でも替え歌は自由にやれる。結果的には曲も歌詞も今の時代にピッタリで、古いものに新しい飾りを付けたことがヒットの原因と思う」と述べた。日本コロムビアの幹部は「歌詞なんか明らかに時代逆行ですから、ブームは正直いって意外でした。マヒナの魅力もあるが、何といってもテレビを通じて家庭に入り込んだことが大きい。お座敷とはいいながら、お座敷族よりも、むしろバー族の若いサラリーマンに受入れられているようです。不景気には詠嘆調でセンチな歌がはやるということでしょう」などと述べた。評論家・加太こうじは「一日中、マージャンをやってるんだが、マージャン屋の隣がバーで、夏ごろから午後6時から12時までの営業時間中、たっぷり3時間は『お座敷小唄』をかけ続けるから覚えちゃったよね。リズムがドドンパで、調子が投げやりでしょう、不景気ムードにはマッチした歌ですよ。浮世離れした情緒の歌詞から突如現実感のあるヤケッパチな文句に転化する歌詞が実にうまく出来ている。ウヌボレ歌というか、現実のウサを晴らす、ふだん肩身の狭い思いをしている人たちには何ともいえない。安酒場にはもってこいのエスケープ（逃避）の歌です」などと評した。音楽評論家・安倍寧は「『お富さん』と同じ毛色で手をたたいて陽気に歌えるのがいいよね。日本人にはこれがピッタリなんだ。しかも歌詞が"ぼくがしばらく来ないとて"とか、マヒナの近代的な味、松尾の魅惑的な要素も絡まって、およそお座敷なんか縁遠い庶民も適度に遊んだ気分になる。それがウケたんじゃないか」などと論じた。一橋大学教授・南博は「戦後、若い人はドライになったというが、日本人の心情には、この歌の持つセンチメントを受け入れる部分が、昔と変わりなくあるわけだ。『お座敷小唄』が当たったのは、こうした心情に根ざし、しかも替歌が作りやすく、仕事をしながらハナ歌でうたえる"ながら歌"であるからだろう。それにしても世の識者、教育関係者たちが『お富さん』のときのように目くじら立てて騒がないのは、マスコミ文化に対し感覚的に馴れてしまったためだろうか」などと論じている。ニッポン放送制作部の池田憲一は「株は低調だし、北海道は冷害だし物価は日増しに上がる一方だし、どっちを見てもいいことはない。こういう不安な世相なときはナンセンス歌謡がはやるんです。庶民はやり場のないウップンを『お座敷小唄』に託していると思う」などと評した。有線放送の東京ミュージックは「とにかく飲む雰囲気にはピッタリの曲ですね」と評した。銀座山野楽器は「たいていのヒット曲はパッと出てパッとしぼむのですが「お座敷小唄」は息が長いです。歌詞にはずいぶん際どいところもありますが、曲のアレンジと歌い方がいいので、清潔に聞こえるんです。家庭にも入り込めるし、広い層に訴える力があるんです」と話した。『週刊朝日』は「酒場の女性が"好きでお金も着物もいらないわ 貴方ひとりが欲しいのよ"の部分を"お金も着物もいらないわ 貴方ひとりがじゃまなのよ"などと替え歌で歌えば座が弾み、酒場にとっても不況対策にはもってこいの歌だった。またしばらくこれといった浮かれ節がなかったため、あっという間に燃え広がったのでは」と論じている。こうした現象は「一億総お座敷化」などと評された。
小唄ものの流行でいえば、 神楽坂はん子が「ゲイシャ・ワルツ」「こんな私じゃなかったに」を歌った1952年以来の新しい現象で、売上げ的には1954年の「お富さん」以来のものとなった。
『現代の眼』は「元歌が広島の日陰の女たちによって歌い継がれていたということは、偶然といえない意味を持つ。"雪に変わりが有るじゃなし"という歌詞には、全ての努力に背を向ける諦念と並んで、全ての現世的価値を否定する全面的な抵抗の起点がある。原水禁運動を始め、多くの文化人たちがヒロシマを未来への始点とみなすとき、広島は日本の思想伝統の陰部を讃え続ける場所として、この歌によりいかにもその地にふさわしく受動的に自己を表明したのだ」などと論じている。

## 流行
東京オリンピックがあった年とはいえ、当時は不景気であった。しかしレコードの売上げは凄まじく、1964年9月頃から有線でのリクエストが殺到し、10月に入って急激にレコード売上げが伸び、1964年11月に100万枚を突破した。年末年始の宴会シーズンには、1日3万5,000枚プレスしても追いつかないほどであった。思いがけない金脈を掘り当てた日本ビクターの幹部は、1964年11月に「200万枚の線を間違いない」と予想したがそれも上回った。当時のシングルレコードは一枚300円。250万枚なら7億5,000万円の売上げ。レコード会社の利益はその二割とされた。また一枚売れると90円の儲けだったレコード店も飛ぶように売れ、お座敷さまさまと大喜びだった。日本全国どこの酒席でも「お座敷小唄」が大流行した。流しもお客から一晩で100回「お座敷小唄」を歌わされたが、一番だけ歌ったら後はお客が調子つけて歌うから楽でよかった。子どもたちも「好きで好きで大好きで 死ぬ程好きなお方でも」と口ずさみ、大人は頭を抱えた。また「お座敷小唄」の歌詞は六番までだが、数多くの替歌が生まれた。

### 競作
柳の下にドジョウを二匹狙うのは芸能界の常で、「お座敷小唄」の作者が不詳とされていることから、作者から訴えられる心配がないこともあって、曲のリズム、作詞こそ違うものの四社の競作となった。テイチクが久美悦子で「裏町小唄」を、コロムビアがこまどり姉妹で「祇園エレジー」、クラウンが赤坂まり江で「ゲイシャ小唄」を出した。さらに1961年に東芝から園浦ひろみで「しらゆき小唄」、コロムビアが岡田ゆり子で「流れの枯れすすき」を発売しており、類似曲が6曲出た勘定になった。「お座敷小唄」発売以前に出た「しらゆき小唄」と「流れの枯れすすき」も含め、上記の曲はほぼよく似たメロディである。「祇園エレジー」だけは、こまどり姉妹人気で30万枚超のヒットだったが、他の曲はさほど売れなかった。別の替歌を「お座敷小唄」に流用した替歌もある。
発売から半年経った1965年になっても人気が落ちず、1965年には更に便乗小唄が続々に発売された。キングの二宮ゆき子とコロムビアの三島敏夫が競作で出した「まつのき小唄」がチャートの1位、2位を独占する大ヒット。この他、『番外地小唄』『アリューシャン小唄』『みなとまち小唄』『酒場小唄』『青春小唄』なども発売された。

### 訴訟等
大ヒットしたことで「私が作者だ」と多くのものが名乗り出て、この点でもマスコミを賑わせた。「お座敷小唄」は陸奥明作曲「籠の鳥エレジー」（1954年）に酷似しているといわれたが、歌詞は替えられている。
1965年には埼玉県草加市の人物が自分が戦地で作ったものだとして和田とビクターを訴え、さらに広島市の人物も自作だと主張して訴訟に参加したが、横浜地裁は1967年4月27日にいずれの請求も棄却した。
歌詞に関しては山梨県の詩人・小俣八郎（1914年 - 1990年）の作った「吉田芸者小唄」がその原型であると認められ、1981年、藤山一郎の歌曲全集にも原作詞者として記載された。

## エピソード
"風が吹けば桶屋が儲かる"の例えで「お座敷小唄」の大ヒットでネズミが増えたと話題になった。『お座敷小唄』を飲み屋で歌うのに、三味線がないと気分が出ないため、飲食店では三味線を新調したり、押入れの中の古い三味線の皮を張り替える注文が業者に殺到した。三味線の皮は猫の皮を使うため、ネコの殺し屋（捕獲業者）は大忙しになった。当時のネコはネズミを捕獲して食べていた。三味線の皮は猫の皮が高級品で、安い三味線は犬を使う。生後一年から二年ぐらいの子どもを産んでないメス猫が最も値段が高く、ナメシ皮の相場は2,000円から5,000円。肉はヤキトリ用に、毛は婦人のエリ巻きにも売れる。捕獲業者は夜の11時頃から、ネコの現れそうなゴミゴミした路地や空き地にネズミ捕りを大きくした箱を仕掛けるが、この仕掛けに飼い猫もたくさんかかり、愛猫団体が警視庁に押しかけ抗議する事態となった。ネコの場合はイヌのような愛犬保護の法律が当時はないため、警視庁から「ネコの首に縄でも付けたらどうか」と突っぱねられた。

## その他
1970年10月23日 藤圭子が 渋谷公会堂に於ける「デビュー1周年記念リサイタル」にて歌唱。1970年12月5日に発売された 3rdアルバム「歌いつがれて25年 藤圭子演歌を歌う」（JRS-9039/40）に収録された。
2016年1月13日にビクターエンタテインメントに販売を委託し日本伝統文化振興財団より発売された2代目鈴木正夫・藤みち子・長岡すみ子・おもだか秋子のシングル「音頭 にっぽんめでた」（CD：VZCG-10561、カセット：VZSG-10642）のカップリング曲に収録された。

## 収録曲
1964年版
1. お座敷小唄
作詞・作曲：不詳、採譜：和田弘（後に作詞：不詳、作曲：陸奥明とされる）、編曲：寺岡真三、歌：和田弘とマヒナスターズ、松尾和子
2. マヒナのさのさ
作詞・作曲：不詳、編曲：和田弘、寺岡真三、歌：和田弘とマヒナスターズ

2016年版
1. 音頭 にっぽんめでた（4分45秒）
作詞：いくまひろし、作曲：山中博、編曲：鈴木英明、歌：鈴木正夫、藤みち子、長岡すみ子、おもだか秋子
2. お座敷小唄（3分22秒）
作詞：不詳、作曲：陸奥明、編曲：寺岡真三、歌：松尾和子、和田弘とマヒナスターズ
3. 音頭 にっぽんめでた（オリジナル・カラオケ）
演奏：ビクター・オーケストラ
4. お座敷小唄（オリジナル・カラオケ）
演奏：ビクター・オーケストラ

## 続お座敷小唄
1965年には「お座敷小唄」の歌詞とアレンジを変更した続編「続お座敷小唄」がシングルレコードで発売された。
当時発売されたシングルレコード（日本ビクター SV-205）のジャケットでは前作「お座敷小唄」と同様に歌手名が「和田弘とマヒナ・スターズ、松平直樹、松尾和子」と記載されている。

### 収録曲
1. 続お座敷小唄
  - 作詞：不詳、原曲：陸奥明、採譜：和田弘、編曲：寺岡真三、歌：和田弘とマヒナスターズ、松尾和子
2. 新土佐節
  - 高知県民謡、編曲：寺岡真三、歌：和田弘とマヒナスターズ

## 映画化
1965年2月13日公開 配給：松竹。